# سله چین سفلی
سله چین سفلی، روستایی از توابع بخش مرکزی شهرستان گتوند در استان خوزستان ایران است.

## جمعیت
این روستا در دهستان جنت مکان قرار دارد و براساس سرشماری مرکز آمار ایران در سال ۱۳۸۵، جمعیت آن ۵۸۲ نفر (۱۱۱خانوار) بوده‌است.